# Yukako Kawai

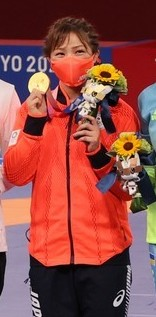
Yukako Kawai nos Jogos Olímpicos de Verão de 2020 – Pódio feminino até 62 kg de estilo livre

Yukako Kawai (川井 友香子, Kawai Yukako; Tsubata, 27 de agosto de 1997) é uma lutadora de estilo-livre japonesa, campeã olímpica.

## Carreira
Kawai participou dos Jogos Olímpicos de Verão de 2020 em Tóquio, onde participou do confronto de peso meio-médio, conquistando a medalha de ouro após disputa contra a quirguiz Aisuluu Tynybekova.